# 城戸久
城戸 久（きど ひさし、1908年〈明治41年〉6月16日 - 1979年〈昭和54年〉10月30日）は、日本の建築学者。名古屋工業大学名誉教授。日本建築史の専門家として、多くの城の再建に携わったことで知られる。建築家の城戸武男は兄。
三重県阿山郡上野町（現・伊賀市）の生まれ。旧制三重県立上野中学校をへて、1929年名古屋高等工業学校（現名古屋工業大学）建築学科卒。
1934年名高工助教授、1942年教授、戦後学制改革により名古屋工業大学教授に就任。
1949年、「近世日本城廓建築に関する基礎的研究」により京都大学から工学博士を授与。1969年2月、名工大学長代行に就任するが、学内の大学紛争の影響で同年9月に辞任。1972年に名工大を定年退官し、その後名城大学教授や日本建築学会副会長、博物館明治村理事などをつとめた。
1973年、紫綬褒章を受章。1979年、名古屋にて死去。71歳没。

## 著書
- 先賢と遺宅 那珂書店 1942
- 名古屋城 彰国社 1943
- 田舎家又兵衛 三渓荘 1943
- 城と要塞 朝日新聞社 1943 (朝日新選書)
- 藩学建築 養徳社 1945
- 犬山城と名古屋城 尾張の名城 名古屋鉄道 1949
- 国宝犬山城 名古屋鉄道 1965 (東海叢書)
- 彦根城 中央公論美術出版 1966
- 名古屋城 中央公論美術出版 1966
- 閑谷学校 中央公論美術出版 1967 (美術文化シリーズ)
- 城と民家 毎日新聞社 1972
- 姫路城 写真:中村昭夫 朝日新聞社 1972
- 藩校遺構 江戸時代の学校建築と教育 高橋宏之共著 相模書房 1975